# Usisavač
Usisavač, usisivač ili usisač jest električni kućanski uređaj koji u sebe uvlači prašinu i sitnije predmete, obično s poda, uz pomoć djelomičnog vakuuma koji proizvodi ugrađena zračna sisaljka. Prašina i ostale sitne tvari skupljaju se u posebnoj vrećici ili u posudi koja se kasnije prazni. Usisavači se koriste za čišćenje stambenih i poslovnih prostora, automobila i sl. Proizvode se u različitim modelima i veličinama. Razlikuju se po energetskoj učinkovitosti, razini buke koju proizvode, i kakvoći zraka koji ispuštaju prilikom korištenja.
Standardni usisavači sastoje se od mobilne centralne jedinice (tijela) s kotačima, u kojoj se nalaze elektronika, usisni sistem, filteri, spremnik za prašinu i prostor za spremanje električnog kabela. Na tijelo usisavača spojeno je plastično fleksibilno crijevo na koje se montiraju drške, metalni produžeci različitih duljina i završne jedinice (četke) koje dolaze u dodir s površinama koje se čisti. 
Štapni (vertikalni) usisavači nemaju tijelo s kotačima, već su svi dijelovi aparata smješteni duž vertikale kojoj se na jednoj strani nalazi drška, a na drugoj četka. Ručni su usisavači manjih dimenzija i obično manje snage. Imaju ugrađenu bateriju pa ih se kraće vrijeme može koristiti nezavisno od električne mreže. U novije vrijeme su popularni robotski usisavači, izvedeni kao manje plosnate mobilne jedinice koje se samostalno kreću prostorom, "prepoznaju" prepreke i tipove površina, imaju daljinsko upravljanje, više načina rada i sl. Napajaju se iz baterije koja traje do nekoliko sati.